# AFC Ajax (vrouwenvoetbal)
Ajax Vrouwen is een vrouwen- profvoetbalteam uit Amsterdam. Het is de vrouwentak van en maakt onderdeel uit van de voetbalclub AFC Ajax. Het team is opgericht op 18 mei 2012. en speelt sindsdien in de Eredivisie. De vrouwen spelen hun wedstrijden doorgaans op Sportpark De Toekomst. Ook zijn er wedstrijden die worden gespeeld in de Johan Cruijff ArenA.

## Geschiedenis

### Ontstaan van de club
Op 18 mei 2012 werd het vrouwenteam van AFC Ajax opgericht. Ze speelden hun wedstrijden op De Toekomst. Verschillende speelsters werden aangetrokken voor het eerste seizoen in de Women's BeNe League. Het eerste seizoen eindigen de vrouwen op de vierde plaats. In het seizoen 2013/14 werd Anouk Hoogendijk de eerste speelster van Ajax die werd verkocht. Ze vertrok naar de Engelse topclub Arsenal. Het tweede seizoen eindigden de vrouwen op de derde plaats.

### Eerste prijs
Onder leiding van trainer Ed Engelkes behaalden de vrouwen van Ajax hun eerste prijs in de geschiedenis van de club. Op 9 juni 2014 wonnen de vrouwen de finale om de KNVB Beker. Ze wonnen de finale van PSV/FC Eindhoven met 2–1 en mochten de beker in de prijzenkast bijzetten.

### Eerste landskampioenschap
Het eerste kampioenschap behaalde Ajax in het seizoen 2016/17. Na het gehele seizoen bovenaan gestaan te hebben kan de titel voor Ajax Vrouwen aan de erelijst van de club worden toegevoegd. De afzwaaiende trainer Ed Engelkes, en speelsters Daphne Koster en Anouk Hoogendijk hadden zich geen mooier einde van hun carrière kunnen wensen. Na het behalen van het kampioenschap won Ajax ook nog de KNVB Beker. Ze wonnen van PSV met 2–0 in de finale. Ajax behaalde de eerste dubbel in de historie door kampioen te worden en de beker te winnen.

### Het vervolg
Na het succesvolle seizoen 2016/17 werd het contract met Manager voetbalvrouwen Marleen Molenaar niet verlengd. Met de nieuwe trainer Benno Nihom wisten de Ajax Vrouwen in het seizoen 2017/18 hun landstitel te prolongeren. Ook won Ajax opnieuw de KNVB Beker. Ze wonnen van PSV met 3–1 en behaalde zo de tweede dubbel in de geschiedenis. Ook werd Daphne Koster de nieuwe Manager voetbalvrouwen. In het seizoen 2018/19 won Ajax voor de derde keer oprij de KNVB Beker. Ze wonnen in de finale van PEC Zwolle met 2–1.

## Financiën
Bij de oprichting van de vrouwentak was Aegon de hoofdsponsor, die 1,5 ton beschikbaar stelt voor het opzetten van een vrouwenteam.
Sinds 1 januari 2015 is ABN-AMRO de hoofdsponsor van het Ajax vrouwenelftal. De overeenkomst met ABN-AMRO heeft een looptijd tot en met medio 2025. De huidige kledingsponsor is Adidas, dat een contract heeft tot medio 2031.

### Sponsors
| Periode   | Kledingsponsor | Shirtsponsor |
| --------- | -------------- | ------------ |
| 2012–2013 | Adidas         | YourGift     |
| 2013–2014 | Adidas         | AEGON        |
| 2015–2028 | Adidas         | ABN-AMRO     |

## Eerste elftal

### Selectie

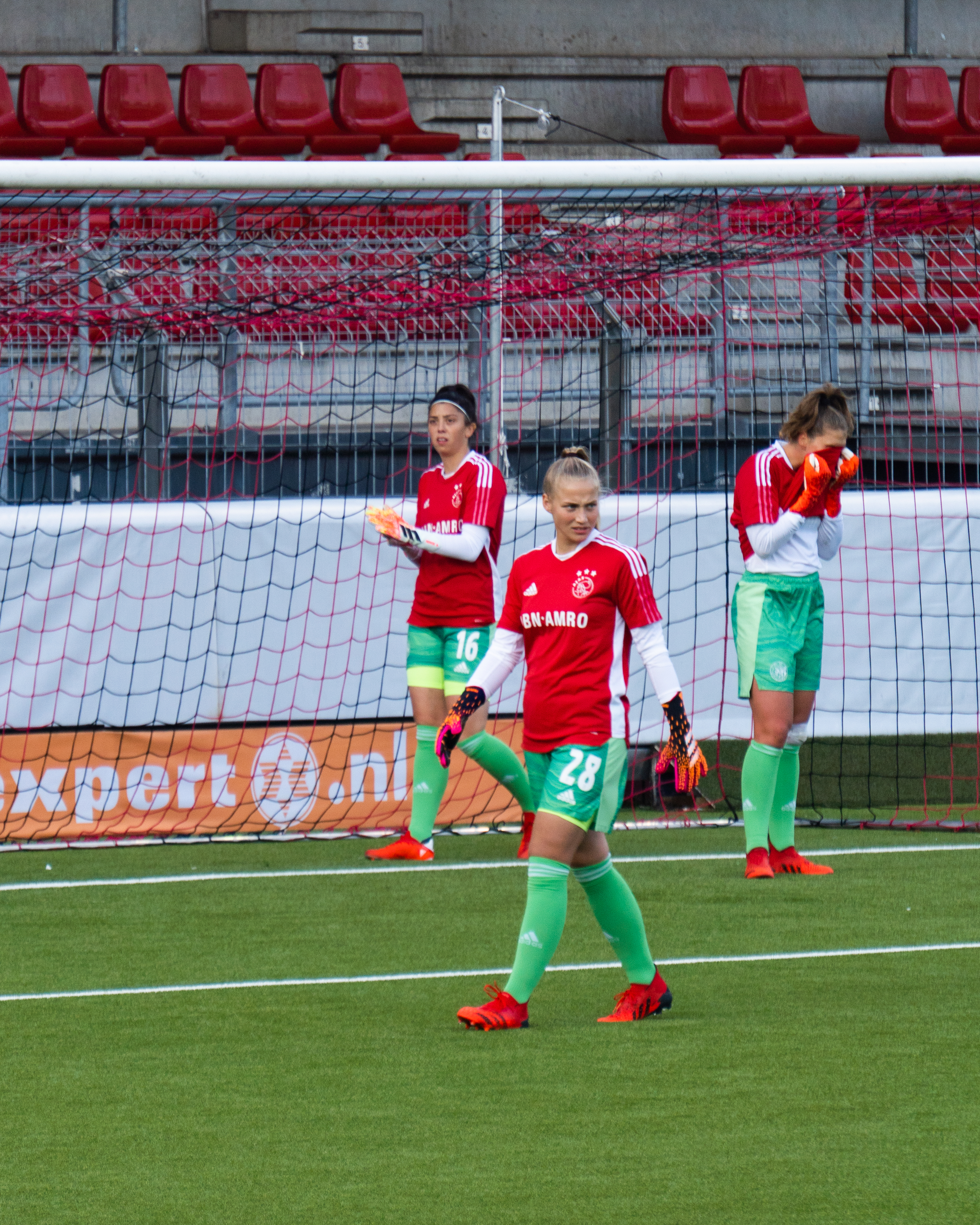
Keepster Regina van Eijk in het midden.

Bijgewerkt tot 31 januari 2024
| Nr. | Nat.                      | Naam                | Positie      | Sinds   | Vorige club       |
| --- | ------------------------- | ------------------- | ------------ | ------- | ----------------- |
| 1   | Vlag van Nederland        | Regina van Eijk     | Keeper       | 2021–22 | Ajax Talententeam |
| 13  | Vlag van Nederland        | Lois Niënhuis       | Keeper       | 2023–24 | FC Twente         |
| 31  | Vlag van Nederland        | Dionne van der Wal  | Keeper       | 2022–23 | Sc Heerenveen     |
| 3   | Vlag van Nederland        | Roos van der Veen   | Verdediger   | 2022–23 | Sc Heerenveen     |
| 8   | Vlag van Nederland        | Sherida Spitse      | Verdediger   | 2020–21 | Vålerenga IF      |
| 18  | Vlag van Nederland        | Milicia Keijzer     | Verdediger   | 2021–22 | VV Alkmaar        |
| 24  | Vlag van Nederland        | Daliyah de Klonia   | Verdediger   | 2023–24 | Jeugd             |
| 25  | Vlag van Nederland        | Kay-lee de Sanders  | Verdediger   | 2017–18 | CTO Amsterdam     |
| 26  | Vlag van Nederland        | Isa Kardinaal       | Verdediger   | 2021–22 | Jeugd             |
| 6   | Vlag van Nederland        | Jonna van de Velde  | Middenvelder | 2018–19 | CTO Amsterdam     |
| 10  | Vlag van Nederland        | Nadine Noordam      | Middenvelder | 2021–22 | ADO Den Haag      |
| 16  | Vlag van Nederland        | Danique Noordman    | Middenvelder | 2023–24 | PEC Zwolle        |
| 20  | Vlag van Verenigde Staten | Lily Yohannes       | Middenvelder | 2023–24 | Jeugd             |
| 22  | Vlag van Nederland        | Quinty Sabajo       | Middenvelder | 2020–21 | sc Heerenveen     |
| 4   | Vlag van Nederland        | Deau den Turk       | Aanvaller    | 2024–25 | Jeugd             |
| 12  | Vlag van Nederland        | Jade van Hensbergen | Aanvaller    | 2024–25 | Jeugd             |
| 17  | Vlag van Nederland        | Bente Jansen        | Aanvaller    | 2023–24 | FC Twente         |
| 19  | Vlag van Nederland        | Tiny Hoekstra       | Aanvaller    | 2021–22 | sc Heerenveen     |
| 21  | Vlag van Nederland        | Rosa van Gool       | Aanvaller    | 2021–22 | Jeugd             |
| 23  | Vlag van Nederland        | Lotte Keukelaar     | Aanvaller    | 2023–24 | Jeugd             |
| 9   | Vlag van Nederland        | Danique Tolhoek     | Aanvaller    | 2023–24 | Jeugd             |
| 7   | Vlag van Nederland        | Bo van Egmond       | Aanvaller    | 2024–25 | PEC Zwolle        |

### Staf
Bijgewerkt tot 19 augustus 2022
| Organisatie        |                   |                        |      |              |
| Vlag van Nederland | Daphne Koster     | manager vrouwenvoetbal | 2017 |              |
| Technische staf    |                   |                        |      |              |
| Vlag van Nederland | Anouk Bruil       | hoofdtrainer           | 2025 | Talententeam |
| Vlag van Nederland | Sonny Silooy      | assistent-trainer      | 2024 |              |
| Vlag van Nederland | Robbie Tetteroo   | keeperstrainer         |      |              |
| Vlag van Nederland | Wim Bouckaert     | skillstrainer          |      |              |
| Medische staf      |                   |                        |      |              |
| Vlag van Nederland | Eva Blewanus      | fysiotherapeut         |      |              |
| Vlag van Nederland | Frank van Deursen | fysiotherapeut         |      |              |
| Vlag van Nederland | Petra Groenenboom | clubarts               |      |              |
| Overige staf       |                   |                        |      |              |
| Vlag van Nederland | Henk Heyt         | teammanager            |      |              |

### Aanvoerders
| - 2012-2017 Daphne Koster - 2017-2018 Loïs Oudemast - 2018-2019 Kelly Zeeman - 2019 Kika van Es - 2019-2020 Desiree van Lunteren - 2020-2022 Stefanie van der Gragt - 2022-heden Sherida Spitse |

## Erelijst
| Nationaal      |    |                                                      |
| Eredivisie     | 3× | 2016/17, 2017/18, 2022/23                            |
| KNVB Beker     | 6× | 2013/14, 2016/17, 2017/18, 2018/19, 2021/22, 2023/24 |
| Eredivisie Cup | 1× | 2020/21                                              |

## Overzichtslijsten

### Competitie
- 2013 4e
Women's BeNe League
- 2014 3e
Women's BeNe League
- 2015 3e
Women's BeNe League
- 2016 2e
Eredivisie
- 2017 1e
Eredivisie
- 2018 1e
Eredivisie
- 2019 2e
Eredivisie
- 2020 2e
Eredivisie
- 2021 3e
Eredivisie
- 2022 2e
Eredivisie
- 2023 1e
Eredivisie
- 2024 2e
Eredivisie
- 2025 3e
Eredivisie

In elke staaf van de grafiek staat van boven naar beneden vermeld: 
- Eindnotering

Dit is de positie die de club heeft bereikt in de competitie, zonder eventuele beslissings-, play-off- of nacompetitiewedstrijden die nodig zijn geweest om bijvoorbeeld de kampioen van de competitie te bepalen.
Indien een * achter het getal staat is de notering een tussenstand en kan het zijn dat de notering niet overeenkomt met de uiteindelijke eindstand van de competitie.
Staat er een - dan is het seizoen nog bezig en is er geen definitieve uitslag bekend.
Staat er xx op de positie van de notering, dan heeft de club vroegtijdig de competitie verlaten. Dit kan onder andere komen door terugtrekking van het team, faillissement van de club of door een uitgedeelde straf van de KNVB. In veel gevallen staat elders in het artikel de reden vermeld.
Staat er een ? dan is het resultaat uit het verleden onbekend, en is alleen de competitie of het niveau bekend van dat seizoen.
In de seizoenen 2019/20 en 2020/21 werd wegens de coronacrisis het amateurvoetbal afgebroken. Daardoor kennen deze staven geen eindklassering (middels -- weergegeven).
- Competitieniveau en afdelingsletter of Officiële eindstand Eredivisie
  - Competitieniveau en afdelingsletter

Hierbij geeft het getal het niveau weer, dat ook terug te vinden is in de legenda. De letter is de afdelingsaanduiding en wordt gebruikt wanneer er meer afdelingen zijn op hetzelfde niveau. De afdelingsletter is altijd een hoofdletter en wordt meestal zonder nummer gebruikt.
Voorbeeld: 2F is niveau 2e klasse competitie F.
Het competitieniveau en nummer wordt niet vermeld wanneer er slechts één competitie van dit niveau was.
  - Officiële eindstand Eredivisie (getal staat tussen haakjes vermeld)

Sinds de introductie van play-offwedstrijden voor Europees voetbal na afloop van de reguliere competitie in 2005/06, is de KNVB verplicht een eindstand van de Eredivisie door te geven aan de UEFA aan de hand van deze play-offwedstrijden.
Bij deze eindstand staan clubs die zich hebben gekwalificeerd voor Europees voetbal hoger dan clubs die zich niet wisten te kwalificeren. Indien er geen verschil was tussen de eindnotering en de officiële eindstand, staat dit getal niet vermeld.

- Onderafdeling

Hier staat afgekort de naam van de onderafdeling indien de club in dat jaar in een onderafdeling uitkwam. Tevens staat deze afkorting in de legenda en wordt gelinkt naar het artikel over deze onderafdeling. Deze afkorting wordt alleen vermeld wanneer de club in het verleden in verschillende onderafdelingen heeft gespeeld. Deze vermelding is in de staaf altijd in kleine letters. Deze onderafdelingen zijn na het seizoen 1995/96 afgeschaft. Heeft de club in slechts één onderafdeling gespeeld, dan is dit alleen terug te vinden in de legenda.
Onder de staaf staat het jaartal vermeld waarin het seizoen is afgesloten. 15 verwijst naar het seizoen 2014/15 of eventueel het seizoen 1914/15.
Wanneer een staaf leeg is, zijn deze gegevens niet bekend. Het kan ook zijn dat de club dat seizoen niet heeft meegespeeld op het hogere amateurniveau, vroegtijdig de competitie heeft verlaten of uit de competitie is gezet.

In het seizoen 1944/45 was er wegens de Tweede Wereldoorlog geen regulier competitievoetbal.
- Eredivisie
- Women's BeNe League

### Seizoensoverzichten
| Resultaten van Ajax sinds de toetreding in het vrouwenvoetbal in 2012 | Resultaten van Ajax sinds de toetreding in het vrouwenvoetbal in 2012 | Resultaten van Ajax sinds de toetreding in het vrouwenvoetbal in 2012 | Resultaten van Ajax sinds de toetreding in het vrouwenvoetbal in 2012 | Resultaten van Ajax sinds de toetreding in het vrouwenvoetbal in 2012 | Resultaten van Ajax sinds de toetreding in het vrouwenvoetbal in 2012 | Resultaten van Ajax sinds de toetreding in het vrouwenvoetbal in 2012 | Resultaten van Ajax sinds de toetreding in het vrouwenvoetbal in 2012 | Resultaten van Ajax sinds de toetreding in het vrouwenvoetbal in 2012 | Resultaten van Ajax sinds de toetreding in het vrouwenvoetbal in 2012 | Resultaten van Ajax sinds de toetreding in het vrouwenvoetbal in 2012 | Resultaten van Ajax sinds de toetreding in het vrouwenvoetbal in 2012 | Resultaten van Ajax sinds de toetreding in het vrouwenvoetbal in 2012 | Resultaten van Ajax sinds de toetreding in het vrouwenvoetbal in 2012 |
| Seizoen                                                               | Competitie                                                            | Competitie                                                            | Competitie                                                            | Competitie                                                            | Competitie                                                            | Competitie                                                            | Competitie                                                            | Competitie                                                            | Competitie                                                            | Kwalificatie                                                          | KNVB Beker                                                            | Eredivisie Cup                                                        | Bijzonderheid |
| Seizoen                                                               | Divisie                                                               | GW                                                                    | W                                                                     | G                                                                     | V                                                                     | PNT                                                                   | DV                                                                    | DT                                                                    | POS                                                                   | Kwalificatie                                                          | KNVB Beker                                                            | Eredivisie Cup                                                        | Bijzonderheid |
| --------------------------------------------------------------------- | --------------------------------------------------------------------- | --------------------------------------------------------------------- | --------------------------------------------------------------------- | --------------------------------------------------------------------- | --------------------------------------------------------------------- | --------------------------------------------------------------------- | --------------------------------------------------------------------- | --------------------------------------------------------------------- | --------------------------------------------------------------------- | --------------------------------------------------------------------- | --------------------------------------------------------------------- | --------------------------------------------------------------------- | --- |
| 2012/13                                                               | BeNe League Orange                                                    | 14                                                                    | 6                                                                     | 3                                                                     | 5                                                                     | 21                                                                    | 25                                                                    | 20                                                                    | 4e                                                                    | Women's BeNe League A                                                 | Kwartfinale                                                           | Niet gespeeld                                                         | Halve competitie Eerste seizoen Ajax |
| 2012/13                                                               | Women's BeNe League A                                                 | 14                                                                    | 6                                                                     | 3                                                                     | 5                                                                     | 21                                                                    | 22                                                                    | 16                                                                    | 4e                                                                    | –                                                                     | Kwartfinale                                                           | Niet gespeeld                                                         | – |
| 2013/14                                                               | Women's BeNe League                                                   | 26                                                                    | 16                                                                    | 6                                                                     | 4                                                                     | 54                                                                    | 68                                                                    | 23                                                                    | 3e                                                                    | –                                                                     | Winnaar                                                               | Niet gespeeld                                                         | – |
| 2014/15                                                               | Women's BeNe League                                                   | 24                                                                    | 17                                                                    | 2                                                                     | 5                                                                     | 53                                                                    | 54                                                                    | 20                                                                    | 3e                                                                    | –                                                                     | Finalist                                                              | Niet gespeeld                                                         | – |
| 2015/16                                                               | Eredivisie                                                            | 24                                                                    | 17                                                                    | 5                                                                     | 2                                                                     | 56                                                                    | 46                                                                    | 11                                                                    | 2e                                                                    | –                                                                     | Finalist                                                              | Niet gespeeld                                                         | – |
| 2016/17                                                               | Eredivisie                                                            | 21                                                                    | 17                                                                    | 3                                                                     | 1                                                                     | 54                                                                    | 49                                                                    | 11                                                                    | 1e                                                                    | Kampioensgroep                                                        | Winnaar                                                               | Niet gespeeld                                                         | – |
| 2016/17                                                               | Eredivisie (Kampioensgroep)                                           | 6                                                                     | 4                                                                     | 2                                                                     | 0                                                                     | 41                                                                    | 8                                                                     | 3                                                                     | 1e                                                                    | UEFA Women's Champions League                                         | Winnaar                                                               | Niet gespeeld                                                         | – |
| 2017/18                                                               | Eredivisie                                                            | 16                                                                    | 10                                                                    | 5                                                                     | 1                                                                     | 35                                                                    | 32                                                                    | 14                                                                    | 2e                                                                    | Kampioensgroep                                                        | Winnaar                                                               | Niet gespeeld                                                         | – |
| 2017/18                                                               | Eredivisie (Kampioensgroep)                                           | 8                                                                     | 6                                                                     | 2                                                                     | 0                                                                     | 38                                                                    | 25                                                                    | 10                                                                    | 1e                                                                    | UEFA Women's Champions League                                         | Winnaar                                                               | Niet gespeeld                                                         | – |
| 2018/19                                                               | Eredivisie                                                            | 16                                                                    | 9                                                                     | 4                                                                     | 3                                                                     | 31                                                                    | 38                                                                    | 14                                                                    | 3e                                                                    | Kampioensgroep                                                        | Winnaar                                                               | Niet gespeeld                                                         | – |
| 2018/19                                                               | Eredivisie (Kampioensgroep)                                           | 8                                                                     | 4                                                                     | 4                                                                     | 0                                                                     | 32                                                                    | 12                                                                    | 4                                                                     | 2e                                                                    | –                                                                     | Winnaar                                                               | Niet gespeeld                                                         | – |
| 2019/20                                                               | Eredivisie                                                            | 12                                                                    | 8                                                                     | 1                                                                     | 3                                                                     | 25                                                                    | 22                                                                    | 11                                                                    | 2e                                                                    | Kampioensgroep UEFA Women's Champions League                          | n.v.t.                                                                | 4e                                                                    | Door de coronacrisis is competitie niet afgemaakt. De tussenstand na 12 speelrondes werd de eindstand Dit hield in dat er geen kampioensgroep of plaatseringsgroep was. Als nummer 2 van de competitie werd Ajax aangewezen voor het tweede Europese startbewijs. |
| 2020/21                                                               | Vrouwen Eredivisie                                                    | 14                                                                    | 10                                                                    | 1                                                                     | 3                                                                     | 31                                                                    | 28                                                                    | 10                                                                    | 3e                                                                    | Kampioensgroep                                                        | Halve finale                                                          | Winnaar                                                               | – |
| 2020/21                                                               | Vrouwen Eredivisie (Kampioensgroep)                                   | 6                                                                     | 3                                                                     | 0                                                                     | 3                                                                     | 25                                                                    | 12                                                                    | 11                                                                    | 3e                                                                    | –                                                                     | Halve finale                                                          | Winnaar                                                               | – |
| 2021/22                                                               | Vrouwen Eredivisie                                                    | 24                                                                    | 17                                                                    | 3                                                                     | 4                                                                     | 54                                                                    | 70                                                                    | 32                                                                    | 2e                                                                    | UEFA Women's Champions League                                         | Winnaar                                                               | Finalist                                                              | – |
| 2022/23                                                               | Vrouwen Eredivisie                                                    | 20                                                                    | 18                                                                    | 1                                                                     | 1                                                                     | 55                                                                    | 67                                                                    | 15                                                                    | 1e                                                                    | UEFA Women's Champions League                                         | Achtste finale                                                        | Finalist                                                              | |
| 2023/24                                                               | Vrouwen Eredivisie                                                    | 22                                                                    | 17                                                                    | 3                                                                     | 2                                                                     | 54                                                                    | 62                                                                    | 20                                                                    | 2e                                                                    | UEFA Women's Champions League                                         | Winnaar                                                               | Halve finale                                                          | |
| 2024/25                                                               | Vrouwen Eredivisie                                                    | 22                                                                    | 17                                                                    | 2                                                                     | 3                                                                     | 53                                                                    | 57                                                                    | 22                                                                    | 3e                                                                    | UEFA Women's Europa Cup                                               | Achtste finale                                                        | Halve finale                                                          | |
| 2025/26                                                               | Vrouwen Eredivisie                                                    |                                                                       |                                                                       |                                                                       |                                                                       |                                                                       |                                                                       |                                                                       | e                                                                     |                                                                       |                                                                       |                                                                       | |

### Topscorers
- 2012/13:  Desiree van Lunteren (8)
- 2013/14:  Desiree van Lunteren (13)
- 2014/15:  Marlous Pieëte (10)
- 2015/16:  Eshly Bakker (8)
- 2016/17:  Marjolijn van den Bighelaar (18)
- 2017/18:  Marjolijn van den Bighelaar (12)
0000000:  Desiree van Lunteren (12)
- 2018/19:  Ellen Jansen (14)
- 2019/20:  Marjolijn van den Bighelaar (9)
- 2020/21:  Nikita Tromp (9)
- 2021/22:  Romée Leuchter (25)
- 2022/23:  Romée Leuchter (17)
- 2023/24:  Romée Leuchter (20)
- 2024/25:  Danique Tolhoek (19)
- 2025/26: n.n.b.

### In Europa
- Kwalificatie ronde
- Groepsfase
- 1/16 = 1/16e finale
- 1/8 = Achtste finale
- PUC = punten UEFA-coëfficiënten

| Seizoen | Competitie                    | Ronde              | Land                   | Club                | Totaalscore | 1e W       | 2e W    | PUC |
| ------- | ----------------------------- | ------------------ | ---------------------- | ------------------- | ----------- | ---------- | ------- | --- |
| 2017/18 | UEFA Women's Champions League | Kwalificatie ronde | Vlag van Letland       | Rīgas FS            | 6–0         | 6–0 (T)    |         | 5.0 |
| 2017/18 | UEFA Women's Champions League | Kwalificatie ronde | Vlag van Estland       | Pärnu JK            | 2–1         | 2–1 (U)    |         | 5.0 |
| 2017/18 | UEFA Women's Champions League | Kwalificatie ronde | Vlag van België        | Standard Luik       | 3–0         | 3–0 (T)    |         | 5.0 |
| 2017/18 | UEFA Women's Champions League | 1/16               | Vlag van Italië        | Brescia             | 1–2         | 1–0 (T)    | 0–2 (U) | 5.0 |
| 2018/19 | UEFA Women's Champions League | Kwalificatie ronde | Vlag van Ierland       | Wexford Youths      | 4–1         | 4–1 (T)    |         | 8.0 |
| 2018/19 | UEFA Women's Champions League | Kwalificatie ronde | Vlag van Noord-Ierland | Linfield            | 2–0         | 2–0 (T)    |         | 8.0 |
| 2018/19 | UEFA Women's Champions League | Kwalificatie ronde | Vlag van IJsland       | Thor/KA             | 0–0         | 0–0 (U)    |         | 8.0 |
| 2018/19 | UEFA Women's Champions League | 1/16               | Vlag van Tsjechië      | AC Sparta Praag     | 4–1         | 2–0 (T)    | 2–1 (U) | 8.0 |
| 2018/19 | UEFA Women's Champions League | 1/8                | Vlag van Frankrijk     | Olympique Lyonnais  | 0–12        | 0–3 (T)    | 0–9 (U) | 8.0 |
| 2020/21 | UEFA Women's Champions League | 1/16               | Vlag van Duitsland     | FC Bayern München   | 1–6         | 1–3 (T)    | 0–3 (U) | 3.0 |
| 2022/23 | UEFA Women's Champions League | KR1 h.-finale      | Vlag van Zweden        | Kristianstads DFF   | 3–1         | 3–1 (U)    |         |     |
| 2022/23 | UEFA Women's Champions League | KR1 finale         | Vlag van Duitsland     | Eintracht Frankfurt | 2–1         | 2–1 (U)    |         |     |
| 2022/23 | UEFA Women's Champions League | KR 2               | Vlag van Engeland      | Arsenal             | 2–3         | 2–2 (U)    | 0–1 (T) |     |
| 2023/24 | UEFA Women's Champions League | KR1 finale         | Vlag van Wit-Rusland   | Dinamo Minsk        | 3–0         | 3–0 (U)    |         |     |
| 2023/24 | UEFA Women's Champions League | KR 2               | Vlag van Zwitserland   | FC Zürich           | 8–0         | 6–0 (U)    | 2–0 (T) |     |
| 2023/24 | UEFA Women's Champions League | Groepsfase         | Vlag van Duitsland     | FC Bayern München   | nvt         | 1–1 (U)    | 1–0 (T) |     |
| 2023/24 | UEFA Women's Champions League | Groepsfase         | Vlag van Frankrijk     | Paris Saint-Germain | nvt         | 2–0 (T)    | 1–3 (U) |     |
| 2023/24 | UEFA Women's Champions League | Groepsfase         | Vlag van Italië        | AS Roma             | nvt         | 0–3 (U)    | 2–1 (T) |     |
| 2023/24 | UEFA Women's Champions League | 1/4                | Vlag van Engeland      | Chelsea             | 1–4         | 0–3 (T)    | 1–1 (U) |     |
| 2024/25 | UEFA Women's Champions League | KR1 h.-finale      | Vlag van Oekraïne      | Kolos Kovalivka     | 4–1         | 4–1 nv (U) |         |     |
| 2024/25 | UEFA Women's Champions League | KR1 finale         | Vlag van Italië        | Fiorentina          | 0–1         | 0–1 (U)    |         |     |

Totaal aantal punten voor UEFA-coëfficiënten: 16.0
- Zie ook: Deelnemers UEFA toernooien Nederland#Vrouwen

#### Clubs waar Ajax tegen speelde
| Club                | Land                   | Wedstrijden | Seizoen          | W. | G. | V. |
| ------------------- | ---------------------- | ----------- | ---------------- | -- | -- | -- |
| Belarus             |                        |             |                  |    |    |    |
| Dinamo Minsk        | Vlag van Wit-Rusland   | 1×          | 2023/24          | 1× |    |    |
| België              |                        |             |                  |    |    |    |
| Standard Luik       | Vlag van België        | 1×          | 2017/18          | 1× |    |    |
| Duitsland           |                        |             |                  |    |    |    |
| FC Bayern München   | Vlag van Duitsland     | 4×          | 2020/21, 2023/24 | 1× | 1× | 2× |
| Eintracht Frankfurt | Vlag van Duitsland     | 1×          | 2022/23          | 1× |    |    |
| Engeland            |                        |             |                  |    |    |    |
| Arsenal             | Vlag van Engeland      | 2×          | 2022/23          |    | 1× | 1× |
| Chelsea             | Vlag van Engeland      | 2×          | 2023/24          |    | 1× | 1× |
| Estland             |                        |             |                  |    |    |    |
| Pärnu JK            | Vlag van Estland       | 1×          | 2017/18          | 1× |    |    |
| Frankrijk           |                        |             |                  |    |    |    |
| Olympique Lyonnais  | Vlag van Frankrijk     | 2×          | 2018/19          |    |    | 2× |
| Paris Saint-Germain | Vlag van Frankrijk     | 2×          | 2023/24          | 1× |    | 1× |
| Ierland             |                        |             |                  |    |    |    |
| Wexford Youths      | Vlag van Ierland       | 1×          | 2018/19          | 1× |    |    |
| IJsland             |                        |             |                  |    |    |    |
| Thor/KA             | Vlag van IJsland       | 1×          | 2018/19          |    | 1× |    |
| Italië              |                        |             |                  |    |    |    |
| Fiorentina          | Vlag van Italië        | 1×          | 2024/25          |    |    | 1× |
| AS Roma             | Vlag van Italië        | 2×          | 2023/24          | 1× |    | 1× |
| Brescia             | Vlag van Italië        | 2×          | 2017/18          | 1× |    | 1× |
| Letland             |                        |             |                  |    |    |    |
| Rīgas FS            | Vlag van Letland       | 1×          | 2017/18          | 1× |    |    |
| Noord-Ierland       |                        |             |                  |    |    |    |
| Linfield            | Vlag van Noord-Ierland | 1×          | 2018/19          | 1× |    |    |
| Oekraïne            |                        |             |                  |    |    |    |
| Kolos Kovalivka     | Vlag van Oekraïne      | 1×          | 2024/25          | 1× |    |    |
| Tsjechië            |                        |             |                  |    |    |    |
| AC Sparta Praag     | Vlag van Tsjechië      | 2×          | 2018/19          | 2× |    |    |
| Zweden              |                        |             |                  |    |    |    |
| Kristianstads DFF   | Vlag van Zweden        | 1×          | 2022/23          | 1× |    |    |
| Zwitserland         |                        |             |                  |    |    |    |
| FC Zürich           | Vlag van Zwitserland   | 2×          | 2023/24          | 2× |    |    |

Bijgewerkt t/m 8/09/2024.

### Trainers
- 2012–2017:  Ed Engelkes
- 2017–2019:  Benno Nihom
- 2019–2022:  Danny Schenkel
- 2022–2024:  Suzanne Bakker
- 2024–2025:  Hesterine de Reus
- 2025–    :  Anouk Bruil

### Manager vrouwenvoetbal
- 2012–2017:  Marleen Molenaar
- 2017–heden:  Daphne Koster

### Meeste wedstrijden
In de Club van 100 van Ajax, waarin alle spelers zijn vermeld die 100 officiële wedstrijden of meer voor Ajax hebben gespeeld, staan de volgende 5 speelsters in de lijst.
| № | Naam                        | Duels |
| - | --------------------------- | ----- |
| 1 | Desiree van Lunteren        | 177   |
| 2 | Liza van der Most           | 171   |
| 3 | Marjolijn van den Bighelaar | 151   |
| 4 | Kelly Zeeman                | 126   |
| 5 | Inessa Kaagman              | 102   |
| 6 | Soraya Verhoeve             | 100   |
| 6 | Chasity Grant               | 100   |
| 6 | Sherida Spitse              | 100   |
| 7 | Quinty Sabajo               | 100   |

### Speler van het Jaar
- 2021  Victoria Pelova[16]
- 2022  Romée Leuchter[17]
- 2023  Sherida Spitse
- 2024  Sherida Spitse[18]
- 2025  Isa Kardinaal[19]

### Talent van het Jaar
- 2022  Regina van Eijk[20]
- 2023  Isa Kardinaal
- 2024  Lily Yohannes[21]
- 2025  Lotte Keukelaar[22]

## Jong Ajax
Naast het eerste vrouwenteam van Ajax is er een belofteteam, ook Ajax Vrouwen talententeam genaamd.

## Voetnoten
1 Van Eijk ·
4 Den Turk ·
6 Van de Velde ·
7 Van Egmond ·
8 Spitse  ·
9 Tolhoek ·
12 Van Hensbergen ·
13 Niënhuis ·
16 Noordman ·
17 Dostmohamed ·
21 Van Gool ·
23 Keukelaar ·
24 De Klonia ·
27 Buikema ·
29 Van Koppen ·
Van Asten ·
Colin ·
Derks ·
Kip ·
Noordermeer ·
Van Oosten ·
Van Schoonhoven ·
Smits ·
Van der Vliet ·
Coach: Bruil
· Assistent-coach: Silooy
ADO Den Haag · Ajax · AZ · Excelsior · Feyenoord · sc Heerenveen · NAC Breda · PEC Zwolle · PSV · Telstar · FC Twente · FC Utrecht